# Мару (Караш-Северин)
Мару (рум. Măru) насеље је у Румунији у округу Караш-Северин у општини Завој. Oпштина се налази на надморској висини од 404 m. Српски назив би био "Јабука".

## Прошлост
Аустријски царски ревизор Ерлер је 1774. године констатовао да место "Мерул" припада Бистричком округу, Карансебешког дистрикта. Село има милитарски статус а становништво је било влашко.

## Становништво
Према подацима из 2002. године у насељу је живело 1009 становника, од којих су сви румунске националности.